# Отрадо-Кубанское
Отрадо-Кубанское — село в Гулькевичском районе Краснодарского края России. Административный центр Отрадо-Кубанского сельского поселения. Население — 3527 человек (2021).

## Варианты названия
- Отрадо-Кубанское
- Отрадокубанское[2]

## Географическое положение
Расположено в 17 км на юго-восток от райцентра города Гулькевичи. В границах села находится железнодорожная станция Отрадо-Кубанская (Отрадо-Кубанское) на линии «Кавказская—Армавир».

## Население
| 2002 | 2010  | 2021  |
| ---- | ----- | ----- |
| 3650 | ↗3789 | ↘3527 |

## Социальная сфера
В семи километрах от села есть НПС «Прогресс». Школа двухэтажная. Центральная улица — улица Ленина. Местный стадион часто используется иными командами для соревнований.

## Футбольный клуб «Отрада»
В селе есть своя футбольная команда. Есть юношеская команда и взрослая